# 徐熙遙
徐熙遙（1989年11月24日—），出生於北京市，是中國女藝人。畢業於北京電影學院進修班。曾參演《畫壁》及《媳婦的美好時代》，并頻頻參加電視綜藝節目、廣告代言活動以及平面雜誌的拍攝，先後為佳能相機、Mini Cooper等廠商製作過平面廣告。

## 作品

### 戲劇
- 《魔術》 飾演女一號
- 2010年《媳婦的美好時代》
- 2011年《畫壁》
- 2012年《我願意》
- 《戲中人》中飾演郭小婉
- 《他爲什麽告密》中飾演娜娜
- 《星期五》中飾演女一號
- 《娛樂沒有圈》

### 短片
- 《可口可樂暢爽地帶》
- 《可口可樂奧運花車寶貝》
- 《外國人學中文》
- 《激動網內宣傳片》

### 參演廣告
- 三星手機廣告
- 佳能相機廣告
- Kappa瑜伽平面廣告
- Mini Cooper平面廣告
- 愛狗雜誌
- 80’s 摄影
- 万象摄影

### 代言人
- 台湾版“烧酒英雄*真武”网页游戏代言人